# Amphoe Ban Ta Khun
Amphoe Ban Ta Khun (Thai: อำเภอ บ้านตาขุน) ist ein Landkreis (Amphoe – Verwaltungs-Distrikt) im Westen der Provinz Surat Thani. Die Provinz Surat Thani liegt in der Südregion von Thailand. 
Amphoe Ban Ta Khun ist sowohl der flächenmäßig größte Kreis in der Provinz, hat aber gleichzeitig die niedrigste Bevölkerungsdichte.

## Geographie
Der Distrikt liegt zum großen Teil in der Phuket-Bergkette. Teile des Distrikts sind durch den Nationalpark Khao Sok geschützt. Das Wildschutzgebiet (Wildlife Sanctuary) Khlong Saeng, welches hauptsächlich in der Provinz Ranong liegt, nimmt einen kleinen Teil im Nordwesten des Landkreises ein.
Der Saeng-Kanal (Khlong Saeng) ist der größte Fluss des Kreises. Er wird von der Talsperre Rajjaprabha zum Chiao-Lan-See aufgestaut. Nahe der Stadt Khao Wong mündet er in den Phum-Duang-Fluss.
Die benachbarten Amphoe und Gebiete sind (von Norden im Uhrzeigersinn): die Amphoe Tha Chang, Vibhavadi, Khiri Rat Nikhom und Phanom in der Provinz Surat Thani. Im Westen liegt Amphoe Khura Buri der Provinz Phang Nga und im Nordwesten die Amphoe Suk Samran und Kapoe der Provinz Ranong.

## Geschichte
Der Distrikt wurde am 20. Juli 1973 als Unterbezirk (King Amphoe) eingerichtet, indem fünf Tambon vom Amphoe Khiri Rat Nikhom abgetrennt wurden. 
Der fünfte Tambon Krai Son (ไกรสร) wurde später mit Tambon Khao Phang zusammengelegt.
Am 9. September 1976 wurde ihm voller Amphoe-Status zugestanden.

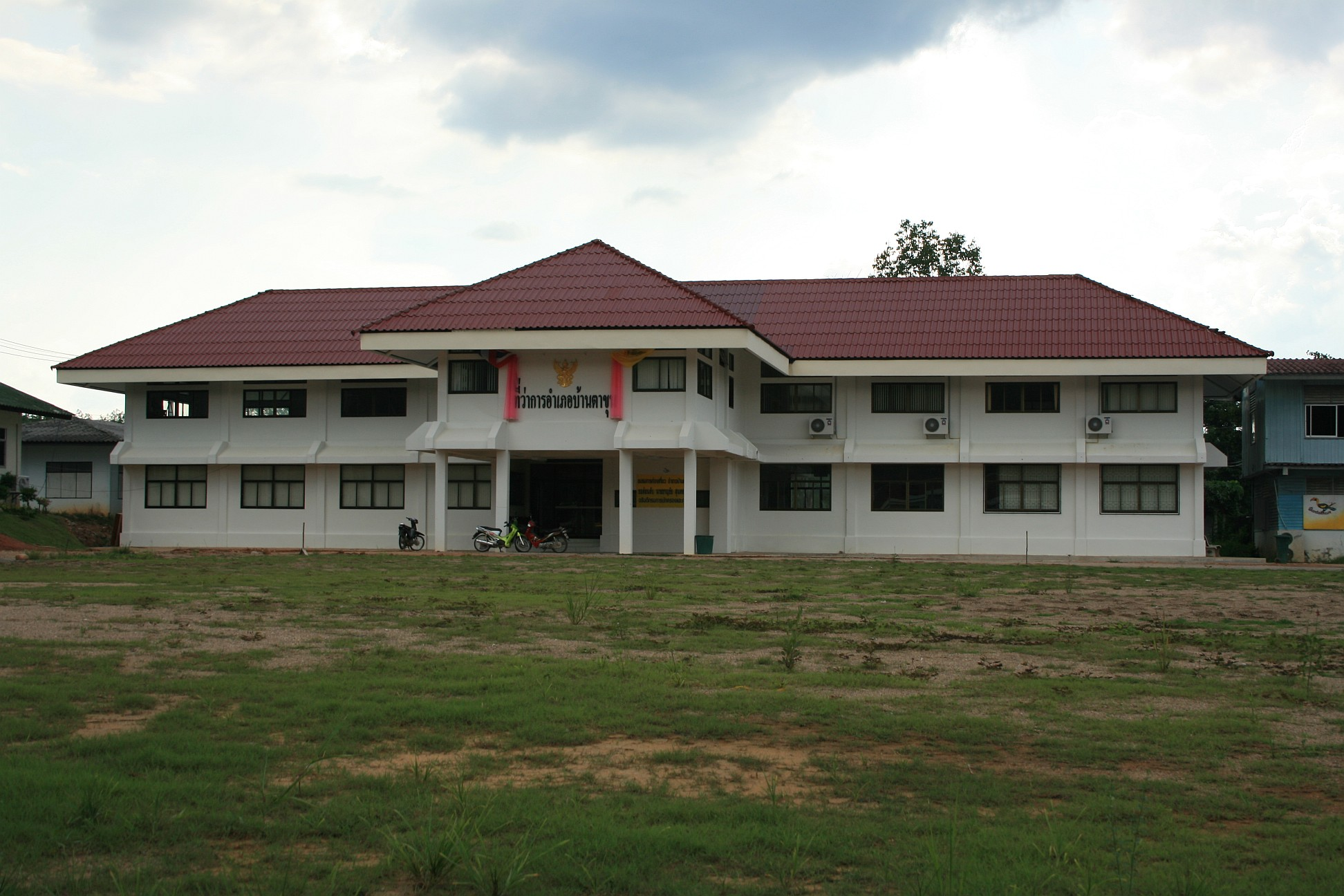
Distriktverwaltung von Ban Ta Khun

## Verwaltungseinheiten

### Provinzverwaltung
Der Amphoe Ban Ta Khun ist in vier Unterbezirke (Tambon) eingeteilt, diese wiederum besitzen zusammen 29 Gemeinden (Muban). 
| Nr. | Name       | Thai  | Muban | Einw. |
| --- | ---------- | ----- | ----- | ----- |
| 1.  | Khao Wong  | เขาวง | 6     | 5.105 |
| 2.  | Pha Saeng  | พะแสง | 9     | 3.467 |
| 3.  | Phru Thai  | พรุไทย | 9     | 2.722 |
| 4.  | Khao Phang | เขาพัง | 5     | 4.451 |

### Lokalverwaltung
Es gibt zwei Kleinstädte (Thesaban Tambon) im Landkreis: 
- Ban Takhun (เทศบาลตำบลบ้านตาขุน) besteht aus Teilen des Tambon Khao Wong,
- Chiao Lan (เทศบาลตำบลบ้านเชี่ยวหลาน) besteht aus Teilen des Tambon Khao Phang.

Daneben gibt es drei „Tambon-Verwaltungsorganisationen“ (TAO, องค์การบริหารส่วนตำบล) für die Tambon oder die Teile von Tambon im Landkreis, die zu keiner Stadt gehören.